# El César (serie de televisión)
El César es una serie de televisión biográfica mexicana, producida por Disney Media Distribution Latin America y BTF Media para TV Azteca y Space. Basado en la vida del legendario boxeador mexicano Julio César Chávez. 
Protagonizada por Armando Hernández como Julio César Chávez.
Se estrenó en México por Azteca Uno el 12 de febrero de 2018 a las 21:00 h. en sustitución de Las malcriadas y finalizó el 9 de marzo siendo sucedida por Tres Milagros.

## Sinopsis
La serie sigue la vida de Julio César Chávez (Armando Hernández). Durante 13 años, 11 meses y 14 días, Julio permaneció invicto en el apogeo del fervor popular y lo tenía todo: familia, fama, dinero y legiones de seguidores. Sin embargo, tan alto es la cumbre como su caída dura. Así, Julio accedió a un mundo privilegiado que lo llevó a involucrarse con bandas de narcotraficantes peligrosas, a tener relaciones amorosas con famosas estrellas de televisión, codearse con las esferas más altas del poder político mexicano y participar en un torbellino de adicción al alcohol y las drogas. drogas que pondrían fin a su carrera y, casi, a su vida. Rehabilitado y activo en la caja del medio.

## Elenco

### Principales
- Armando Hernández como Julio César Chávez
- Marcela Guirado como Amalia Carrasco
- Julio Bracho como Ángel Gutiérrez
- Leticia Huijara como Doña Isabel de Chávez
- Enoc Leaño como Rómulo
- Álvaro Guerrero como José Sulaimán
- Damayanti Quintanar como Ana
- Rocío Verdejo como Damaris
- Luis Alberti como Maiko
- Adrián Makala como Mr. Bruke
- Ignacio Guadalupe como Don Rodolfo Chávez
- Gabriel Estiven como Cachito
- Pilar Martínez como La Pileta
- Gustavo Sánchez Parra como Rodolfo Chávez
- María Aura como Sabina

### Recurrentes
- Iván Cortes como Zurdo Félix
- Luis Lesher como Rafael Chávez
- Iazua Larios como Myriam
- Gónzalo Vega Jr. como Julio César Chávez Jr.
- Maya Zapata como Blanca Santiago
- Héctor Bonilla como Hombre del cigarro
- Sebastián Buitrón como Chuy
- Andrés Montiel como Salvador Ochoa
- Cecilia Suárez como Tía Hilda
- Rosita Pelayo como Soledad Garduño
- Luis Fernando Peña como Macho Camacho
- Renata Flores como Margarita Casados